# Sza’ib az-Zikr
Sza’ib az-Zikr – wieś w Syrii, w muhafazie muhafazie Ar-Rakka. W 2004 roku liczyła 1121 mieszkańców.